# Jon Marten
Johannes Petrus Henricus Marie (Jon) Marten (ook: Martens), (Ginneken, 1934) is een Nederlands schilder en glazenier.

## Leven en werk
Marten werd opgeleid aan de Academie voor Beeldende Kunsten Sint-Joost in Breda (1952-1956), bij Albert Troost aan de Jan van Eyck Academie te Maastricht (1957-1959) en de Antwerpse Academie voor Schone Kunsten (1959-1960). Hij vestigde zich in 1962 in Amsterdam. Hij is getrouwd geweest met de schilderes Dicky Rogmans.
Marten nam twee pastoortjes op in zijn eindexamenopdracht voor de Koepelkerk in Maastricht. Hieruit blijkt al dat hij een eigen visie had op religieuze glas-in-loodramen en wilde breken met de traditie. Dat is ook zichtbaar in de manier waarop hij grijze, verticale strookjes glas gebruikte om de regen aan te geven bij de Ark van Noach. Hij maakte dit werk van vijfentwintig bij zes meter in 1960 voor de Sint-Jozefkerk in Someren-Heide. De beglazing van de Onze Lieve Vrouwekerk in Heemskerk vijf jaar later, waarbij hij het hemels Jeruzalem sterk geabstraheerd weergaf, riep zoveel weerstand op dat Martens zijn werk niet mocht voltooien. Uit teleurstelling heeft hij sindsdien geen glas-in-loodramen meer gemaakt.
In 1972 werd Martens atelier wegens een huurachterstand door de gemeente ontruimd, een groot deel zijn werk ging hierbij verloren. Hij maakte een reis naar Spanje en richtte bij terugkomst in Nederland met Gérard Leonard van de Eerenbeemt en Frank Lodeizen Raam '75 op, een galerie waar de kunstenaars zelf hun werk verkopen. Hij nam de kwast weer op en maakt schilderijen en gouaches, waarbij hij wordt geïnspireerd door alledaagse voorwerpen en de wereld om hem heen. Kunstrecensent Ed Wingen noemde hem "een schilder met een intens poëtisch gevoel".
Marten sloot zich aan bij de Beroepsvereniging van Beeldende Kunstenaars, de Vereniging van Beoefenaars der Monumentale Kunsten en was lid van de Culturele Raad Noord-Holland. Hij verhuisde naar IJmuiden, waar hij met Van de Eerenbeemt in de jaren tachtig de kunstenaarsgroep de IJmuider Kring oprichtte. De groep was gehuisvest in een oude fabriek in de haven van IJmuiden en bestond naast het tweetal uit Pieter Defesche, Theo Kuijpers, Lei Molin en Jaap Mooy.
In 2015 werd een werk van Martens in het tv-programma Tussen Kunst & Kitsch ten onrechte toegeschreven aan Karel Appel.

## Werken (selectie)
- drie ramen (1959) voor de Koepelkerk in Maastricht
- Ark van Noach (1960), glaswand voor de Sint-Jozefkerk in Someren-Heide
- Annunciatie (1961), kapel van scholengemeenschap Marianum in Groenlo
- Het hemels Jeruzalem (1965-1966) voor de Onze Lieve Vrouwekerk in Heemskerk
- Drieluik (1987)

## Afbeeldingen

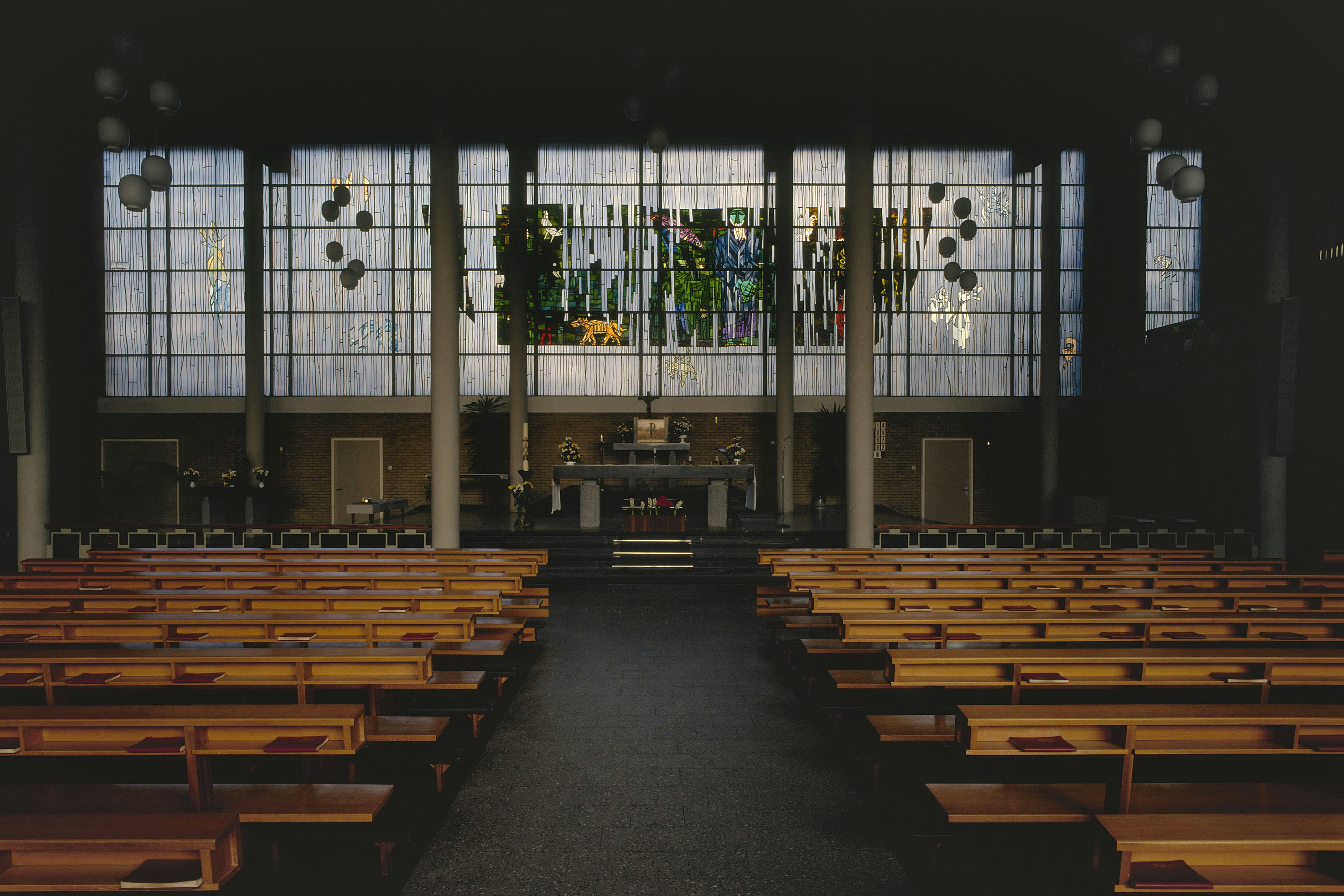
Ark van Noach
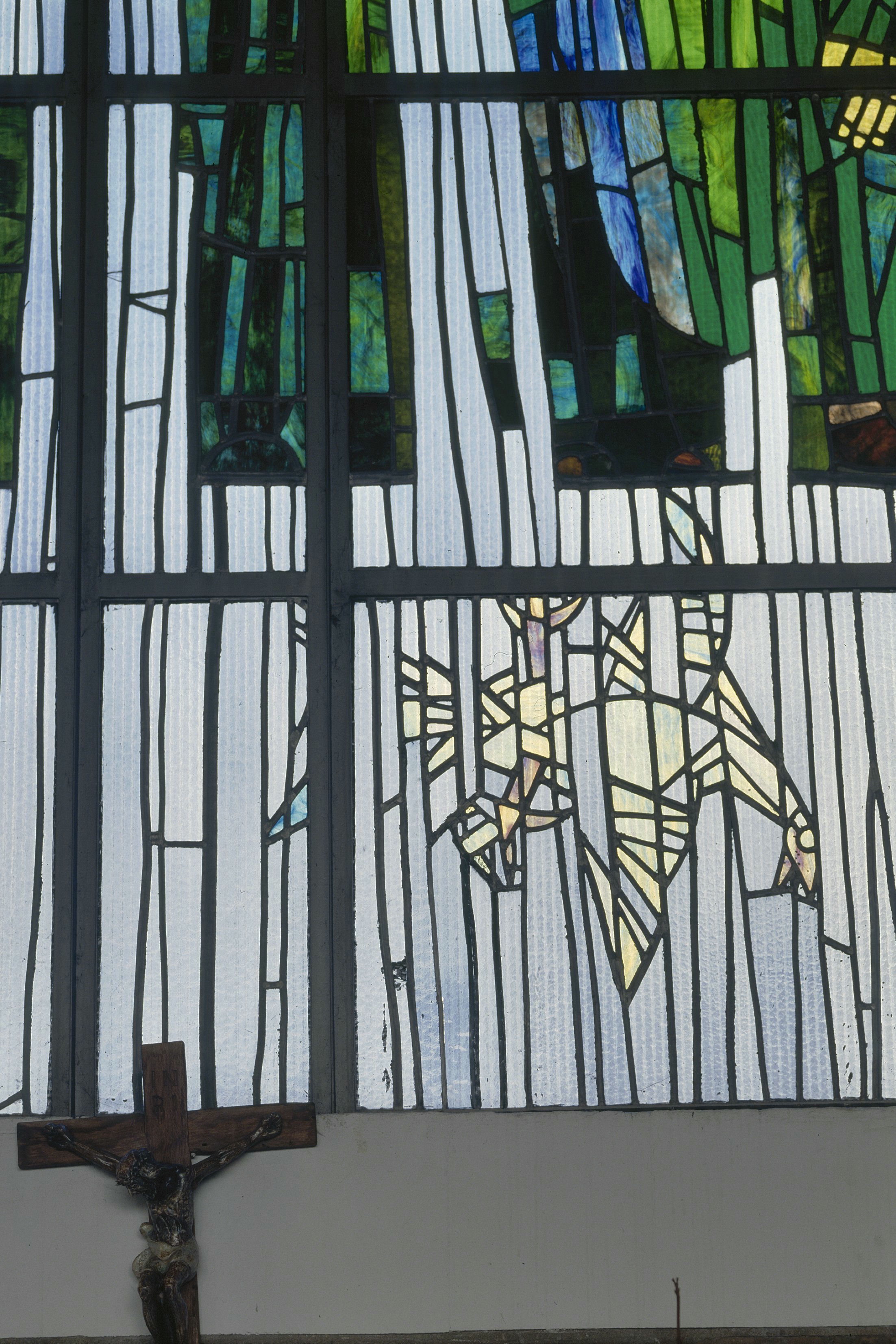
Detail Ark van Noach, Someren-Heide
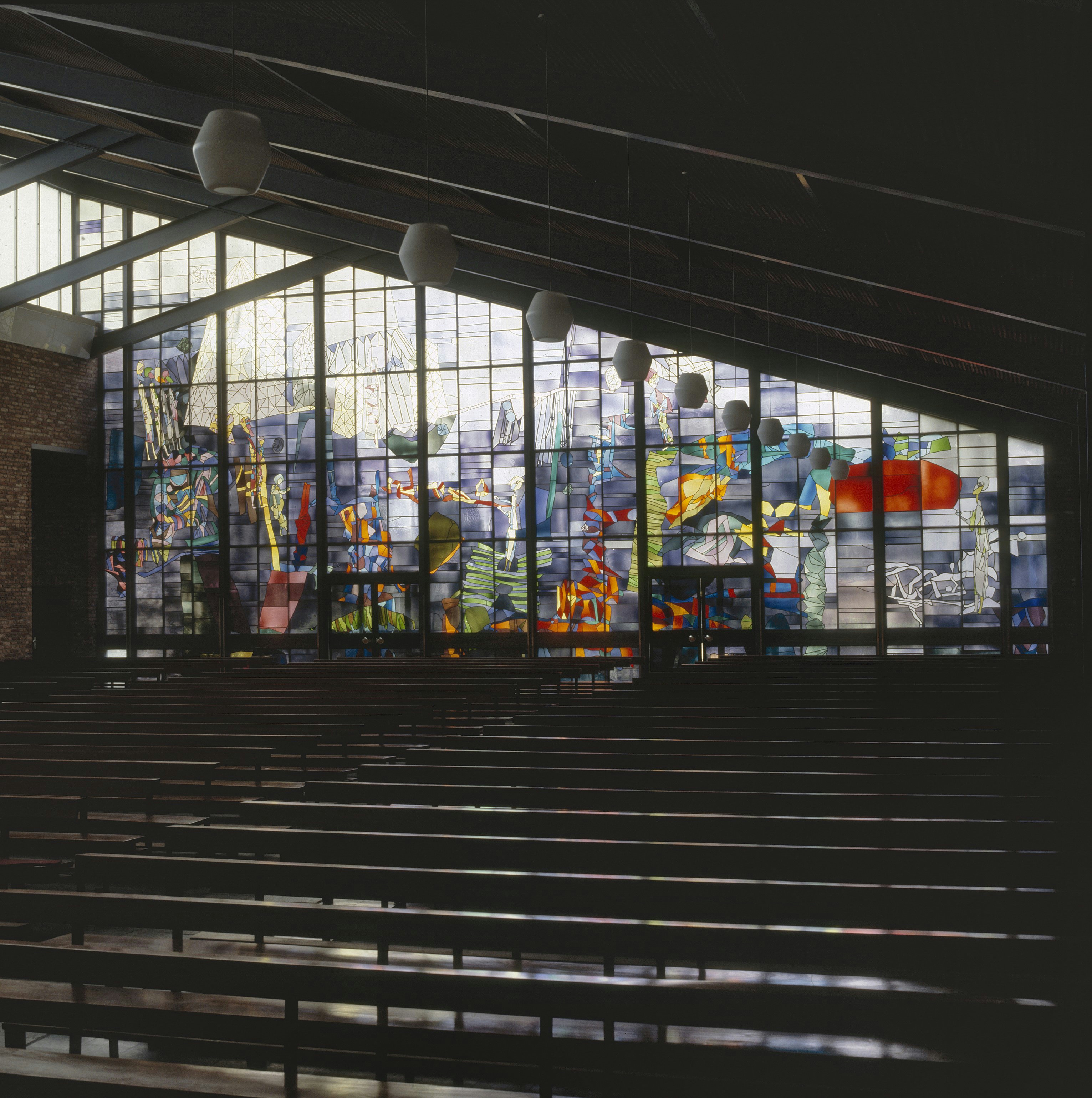
Het hemels Jeruzalem

- Gemeinsame Normdatei: 17432233X
- International Standard Name Identifier: 0000 0001 4066 2293
- Library of Congress Control Number: n87123963
- Nederlandse Thesaurus van Auteursnamen: 069325340
- RKD-Nederlands Instituut voor Kunstgeschiedenis: 52862
- Union List of Artist Names: 500086163
- Virtual International Authority File: 207400682
- WorldCat: E39PBJyRBrXBTf6wBm7pxpCRKd